# Myotis hosonoi
Myotis hosonoi  (Imaizumi, 1954) è un pipistrello della famiglia dei Vespertilionidae endemico del Giappone.

## Descrizione

### Dimensioni
Pipistrello di piccole dimensioni, con la lunghezza della testa e del corpo tra 39 e 48 mm, la lunghezza dell'avambraccio tra 32,6 e 35,6 mm, la lunghezza della coda tra 30 e 35 mm, la lunghezza del piede tra 8 e 8,9 mm, circa il 56,8% della tibia e la lunghezza delle orecchie tra 12 e 14 mm.

### Aspetto
La pelliccia è soffice e arruffata. Le parti dorsali sono marroni, con dei riflessi bruno-rossastri al centro e più scuri lungo i fianchi. Le parti ventrali sono giallo-brunastre. Il muso ha dei rigonfiamenti ghiandolari sui lati. Le orecchie sono bruno-nerastre, moderatamente corte e arrotondate, con il margine anteriore convesso. Il trago è diritto e con un piccolo lobo basale. Le membrane alari sono bruno-nerastre, semi-trasparenti e attaccate posteriormente alla base dell'alluce. I piedi sono piccoli. La coda è lunga ed inclusa completamente nell'ampio uropatagio. Il calcar è sottile e carenato.

## Biologia

### Comportamento
Si rifugia nelle cavità degli alberi.

### Alimentazione
Si nutre di insetti.

## Distribuzione e habitat
Questa specie è endemico del distretto di Chubu, nella parte centrale dell'isola di Honshū, Giappone.
Vive nelle foreste montane.

## Conservazione
Questa specie è considerata dalla IUCN un sinonimo di Myotis ikonnikovi.